# Пограничные сторожевые корабли типа «Пурга» (Проект 52)
«Пурга» — пограничный сторожевой корабль (ПСКР) ледового класса, единственный представитель проекта 52.
Ледовые качества корабля проекта 52 «Пурга» обеспечивались повышенной прочностью корпуса (например, толщина обшивки ледового пояса 25 мм), формой форштевня, наличием носового и кормового дифферентных отсеков и бортовых креновых цистерн. Гребные винты, как обычно у ледоколов, изготавливались из качественной стали и имели съёмные лопасти.

## История строительства
Проектирование пограничного сторожевого корабля, способного действовать во льдах, началось в рамках программы «крупного морского судостроения» 1936 года. Проект в 1937—1938 гг. разработало ЦКБ-32 (ныне — «Балтсудопроект») по заказу Морпогранохраны НКВД СССР. 17 декабря 1938 года корабль заложили на Заводе № 196 (до 1937 года — «Судомех», ныне — Северная площадка «Адмиралтейских верфей»), а 24 апреля 1941 года он был спущен на воду. Его вступление в строй планировалось в том же году, но с началом Великой Отечественной войны строительство сторожевика, имевшего готовность 28 %, прекратили, а недостроенный корабль законсервировали. Постройка была возобновлена лишь в 1951 году и продолжалась около пяти лет. Ледокольный корабль «Пурга» вступил в строй 31 марта 1957 года, войдя в состав морских частей пограничных войск (МЧПВ), незадолго до этого перешедших в ве́дение КГБ при СМ СССР.

## История службы
В 1957—1959 гг. служба «Пурги» проходила на Севере. В этот период пограничный корабль задержал несколько иностранных судов, занимавшихся незаконным промыслом. Летом 1959 года «Пурга» Северным морским путём перешла на Дальний Восток и стала базироваться на Петропавловск-Камчатский. За время службы корабль прошёл 411 386 миль и задержал 26 иностранных судов — нарушителей госграницы. 16 марта 1990 года на «Пурге» торжественно спустили флаг и гюйс. Ветераны МЧПВ КГБ СССР предлагали организовать на её борту музей, но всё же заслуженный корабль был продан на слом за границу.